# 西禅寺 (衡阳市)
西禅寺，原座落于湖南省衡阳市天马山，在1944年衡阳保卫战中被炸毁大部分，1985年因市政改造彻底被拆毁。

## 历史沿革
西禅寺由花药寺开派而来，建立年代为宋代。
清代道光年间，碧涯和尚在西禅寺开单接众，追随大罗汉寺的道风。咸丰年间，僧人普明重建西禅寺，弘扬佛法。
1944年衡阳保卫战期间，西禅寺与周边的天马山、杏花村北之141高地是重要阵地，中日军人在西禅寺附近死伤严重，第3师9团7连长张志贞牺牲后就葬于西禅寺前。是年，西禅寺被日本飞机炸毁，仅存天王殿和禅堂两处。
1949年后，西禅寺由衡阳市民政部门接管，办儿童生产教养院。
1985年，西禅寺旧址因修建蒸湘路被拆除。

## 现状
西禅寺只留下当年寺侧的一棵百年老樟树，仍屹立于衡阳市蒸湘南路旁。